# Receptor cys-loop

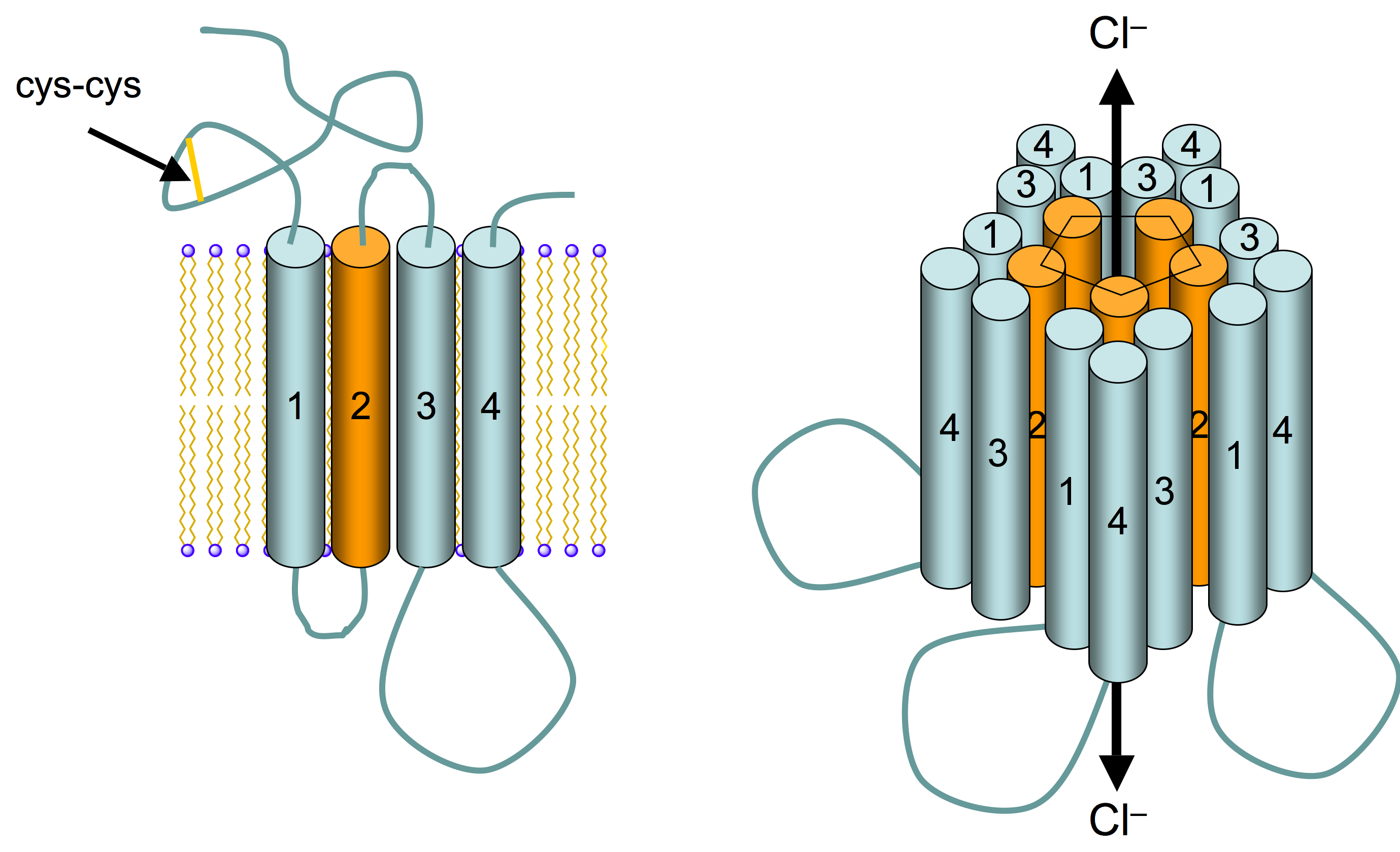
Receptor GABA-A, un tipo de receptor cys-loop

Los receptores cys-loop son la familia principal de los canales iónicos regulados por ligandos, especialmente por neurotransmisores.  Todos los miembros de esta familia tienen un ciclo de dos cisteínas separadas por otros 13 aminoácidos en el extremo amino terminal de cada una de sus cinco subunidades. Esta familia incluye:
- Receptor nicotínico.
- Receptor de serotonina 3.
- Receptor GABA, tipo A y C
- Receptor de glicina
- Canal catiónico activado por zinc.
- Canal aniónico activado por glutamato o serotonina en invertebrados.
- Canal catiónico activado por GABA.

Se caracterizan estructuralmente por cinco subunidades idénticas o diferentes que conforman un pentámetro en torno a un eje central donde se sitúa el canal iónico.